# 傑拉德·蘇才
傑拉德·蘇才 (法語：Gérard Souzay，1918年12月8日—2004年8月17日） ，法國著名男中音歌劇唱家，出生於法國的昂熱城，和德國的男中音迪特里希·費雪爾-迪斯考齊名，被視為是當代藝術歌曲（尤其是法國歌曲）最重要的詮釋者之一。